# Мак гладенький
{{#ifeq:0|0|{{#if:Papaver laevigatum|{{#if:|[[]}}|[[]]}}}}
Мак гладенький (Papaver laevigatum) — вид квіткових рослин з родини макових (Papaveraceae).

## Опис
Однорічна рослина 15—45 см заввишки. Прикореневі листки глибоко розділені, стеблові розсічені. Насіння приблизно 0.5 мм завдовжки. Цвітіння: квітень і травень.

## Поширення
Росте на півдні Європи (Греція, Болгарія, Румунія, Україна, Росія, Туреччина в Європі), західній і центральній Азії (Іран, Казахстан, Киргизстан, Оман, Саудівська Аравія, Таджикистан, Закавказзя, Туреччина, Туркменістан, Узбекистан, Ємен).
В Україні вид росте на пісках, у полях — у Степу, на півдні та Криму.